# The Little Girl I Once Knew
A The Little Girl I Once Knew a Beach Boys dala, Brian Wilson szerzeménye, amely 1965 novemberében jelent meg kislemezen, B-oldalán a There's No Other (Like My Baby) című számmal. A kislemez 15. helyig jutott a Cashbox listáján, a mérvadóbb Billboard kislemezlistáján azonban éppen hogy befért az első húszba, ami a Beach Boys 1963 óta tartó töretlen sikersorozatához mérve meglehetősen kiábrándító eredmény volt. A The Little Girl I Once Knew, az utolsó Brian Wilson által írt Beach Boys-dal a Pet Sounds megjelenése előtt, nem került fel a zenekar egyik sorlemezére sem, noha azóta számos válogatáson helyet kapott, és megtalálható a Today! és a Summer Days (And Summer Nights!!) nagylemezeket tartalmazó CD bónuszdalai között is.
Érdekes és meghökkentő újítás a dalban a refrének elé beiktatott több másodpercnyi csend – részben éppen ezzel magyarázható a szám gyenge listaszereplése is: a popzenei rádiók programszerkesztői igyekeztek elkerülni, hogy akár egyetlen pillanatnyi csend is megszakítsa a zenefolyamot.
A dal bukásától megrettenve a Capitol gyorsan kiadta kislemezen az együttes aktuális albumának, a Beach Boys' Party!-nak zárószámát, a vidám és slendrián Barbara Ann-t, amely be is váltotta a hozzá fűzött reményeket, meg sem állt a Billboard 2. helyéig, és addigi legnagyobb brit slágerükké vált 1966 elején.
Noha nem a Beach Boys-katalógus legismertebb darabja, a The Little Girl I Once Knew mégis jelentős dal: a legutolsó lépés Brian Wilson művészi fejlődésében remekműve, a Pet Sounds felé vezető úton.